# بروس كينغزبيري
بروس كينغزبيري (بالإنجليزية: Bruce Kingsbury)‏ هو عسكري أسترالي، ولد في 8 يناير 1918 في ملبورن في أستراليا، وتوفي في 29 أغسطس 1942 في Isurava, Papua New Guinea ‏ في بابوا غينيا الجديدة.